# Burg Killer
Die Burg Killer ist eine abgegangene Wasserburg in Killer, einem Stadtteil von Burladingen im Zollernalbkreis in Baden-Württemberg.

Die Anlage befand sich etwa 200 Meter nördlich der Kirche und westlich des Rathauses zwischen der Hofstättstraße und dem Bolweg.

## Geschichte
Die Burg wurde von den Herren von Killer erbaut, sie waren Ministeriale der Grafen von Zollern und wurden im 13. Jahrhundert erwähnt. Neben ihrer Stammburg im Ort Killer besaßen die Ministerialen auch die nur wenig nördlich gelegene Burg Frundsburg. Daneben nannten sie sich auch nach der Burg Ringelstein und nach Ringingen.
1375 ist der als Reiterführer in Italien kämpfende Heinrich von Killer mit dem Beinamen „Affenschmalz“ nachweisbar. Das Adelsgeschlecht ist vermutlich 1485 ausgestorben.

## Beschreibung
Im Jahr 1954 wurden bei einer Ausgrabung die Reste der Burg entdeckt und dokumentiert. Es wurde ein Graben festgestellt, der im rechten Winkel umbog, und dessen Schenkel 24 Meter lang waren. An seiner Sohle war der Graben zwei Meter breit, an der Oberkante acht Meter. Da sich an seinem Grund Sedimente fanden, muss es sich um einen wasserführenden Graben gehandelt haben. Zudem befand sich am Grabenrand eine 60 Zentimeter starke Futtermauer.
Weitere Grundmauerreste mit zwei Meter Stärke wurden im inneren Burgbereich gefunden, sie lassen auf ein turmförmiges Gebäude oder ein Festes Haus schließen.
Heute ist das private Gelände ein Gartengrundstück.